# Пол Аллен
Пол А́ллен (англ. Paul Allen; 21 січня 1953 — 15 жовтня 2018) — співзасновник корпорації «Майкрософт», яку він разом зі своїм шкільним приятелем Вільямом Генрі Гейтсом III (відомішим як Біл Гейтс) заснував в 1975 році. 
Пол Аллен субсидував створення першого приватного космічного корабля SpaceShipOne, який витримав 2 успішні цивільні космічні запуски і таким чином виграв приз Ansari X.

## Біографія
Пол Аллен народився в Сіетлі, штат Вашингтон 21 січня 1953 року. Батько, Кеннет Семюел Аллен, та мати, Една Фей Аллен, були працівниками бібліотеки Вашингтонського Університету.. Пол вчився в приватній школі Лейксайд в Сієтлі. Там він подружився з майбутнім бізнес партнером, Біллом Гейтсом, який був майже на три роки молодшим, але мав спільний інтерес до комп'ютерів. Після того, як Пол отримав найвищий бал на екзамені SAT, він поїхав навчатися в Вашингтонський Університет, де приєднався до братства Фі Каппи Тета, але після двох років роботи програмістом для корпорації Honeywell, він кидає цю роботу і повертається до його старого друга знову. Згодом Аллен переконує Гейтса кинути Гарвардський Університет з метою створення Microsoft.